# Pamela Jaskoviak
Pamela Eva Jaskoviak, född 22 november 1966 i Massachusetts, USA, är en svensk författare och översättare. Jaskoviak debuterade som poet 1995 med samlingen Svart Tulpan och har sedan dess utgivit diktsamlingar, romaner och barnböcker. Hon har också skrivit teaterpjäser, senast Colettes kokbok för Göteborgs stadsteater 2012. 
Hon är verksam som översättare av dramatik och har översatt ett trettiotal pjäser från engelska till svenska, däribland Tennessee Williams och Arthur Miller samt modern brittisk och amerikansk dramatik.  Hon har varit återkommande kåsör för Kommunalarbetaren,  God morgon världen!  i Sveriges Radio P1 och i Borås tidning. 
Jaskoviak är dotter till keramikern Kerstin Danielsson och den amerikanske bildkonstnären Roger Jaskoviak, även känd som Jacob Knight. Hon har tre barn tillsammans med konstnären Ola Åstrand och är bosatt i Göteborg och Gerlesborg.

## Priser och utmärkelser i urval
- 2000 – Göteborgs Stads författarstipendium
- 2002 – Albert Bonniers stipendiefond för yngre och nyare författare
- 2002 – Byggnads kulturstipendium
- 2006 – Sigtunastiftelsens författarstipendium
- 2011 – Samfundet De Nios Särskilda pris
- 2012 – Sveriges Författarförbunds radiopris
- 2024 – De Nios Vinterpris[1]